# Храм Покрова Пресвятой Богородицы (Минск)
Храм Покрова Пресвятой Богородицы — храм Белорусской православной церкви (БПЦ) в столице Белоруссии Минске.

## История
В деревне Крупцы под Минском на месте, где впоследствии будет построен храм, уже в 1612 году существовала часовня с местночтимой чудотворной иконой Божией Матери (по одной из версий, в 1612 году она была построена виленскими монахами; а обретение иконы состоялось позднее, а старая часовня была заменена новой в 1818 году). В 1844 году настоятель Екатерининского (ныне — Петропавловский) собора в Минске протоиерей Ксаверий Шишко начал сбор средств на постройку нового храма в Крупцах. Минский гражданский губернатор Федот Шкларевич в 1856 году присоединился к сбору; значительные пожертвования поступили также от минских театров. В 1857 году новый деревянный храм на каменном фундаменте был построен, при этом была использована часть материала закрытой в 1844 году Воскресенской церкви в Минске, к которой ранее была приписана часовня (существуют сведения о том, что Воскресенская церковь была униатской). Рядом с храмом находился дом сторожа с четырьмя помещениями для паломников.
Церковь была приписана к Петропавловскому кафедральному собору. 26 сентября 1857 года в неё перенесли чудотворную Крупецкую икону.
Храмовый праздник, Покров Пресвятой Богородицы, отмечался 1 (14 по новому стилю) октября. В этот день, а также 29 июня по старому стилю, в Покровской церкви совершались богослужения. Источнику, рядом с которым была построена церковь, верующие приписывали особую целебную силу и помощь от глазных болезней.

### Закрытие и восстановление храма
В 1924 году церковь была закрыта, и в 1928 году — передана обновленцам. В 1936 году храм разобрали.
После развала СССР 21 ноября 1992 года у Крупецкого родника (с 1972 года Крупцы находятся в пределах границ Минска) поставили поклонный крест. Тогда же было основано и зарегистрировано православное братство в честь святого архистратига Михаила, в настоящее время существующее при приходе Покровского храма.
В мае 1993 года на источнике стали совершаться молебны, а 30 января 1994 года рядом с ним стараниями священника Андрея Лемешонка был установлен временный храм в строительном вагончике, в который был передан список утраченной в XX веке чудотворной Крупецкой иконы из города Ракова.
18 июля 1995 года было проведено первое богослужение во вновь построенном небольшом храме в честь Крупецкой иконы Божией Матери у источника, 20 октября был назначен его первый настоятель иерей Виктор Беляков.
Покровский храм на месте разрушенного был заложен 14 октября 1997 года, и освящен 13 апреля 2007 года митрополитом Минским и Слуцким Филаретом (Вахромеевым). Он же освятил малый храм в честь Крупецкой иконы 24 апреля 1998 года. В настоящее время в храме, помимо списка Крупецкой иконы, хранится икона с мощами преподобных Сергия Радонежского и Серафима Саровского, и частица мощей первомученника архидиакона Стефана.

## Крупецкая икона
Икона Божией Матери с Иисусом Христом, сидящим на её левой руке, находилась в часовне в Крупцах уже в 1612 году. На оборотной стороне иконы имелась надпись об этом на латыни. По свидетельству настоятеля Воскресенской церкви протоиерея Петра Ситкевича, в 1818 году икона была украшена окладом и ризой. Кроме того, 25 марта 1861 года староста Екатерининского собора Александр Андреевич Свечников и его жена Вера Семеновна пожертвовали на образ серебряную позолоченную ризу с венцом, украшенным драгоценными камнями.
На жертвеннике в Покровской церкви находился схожий с ней меньших размеров образ, вырезанный на липовой доске с позолотой, и именно его некоторые верующие считали явленным и чудотворным.
Образ пребывал в Покровском храме постоянно до 1884 года, когда по ходатайству епископа Минского и Туровского Варлаама (Чернявского) стала ежегодно 1 октября торжественно переноситься в Минск в построенную им Крестовую церковь при архиерейском доме, а 6 (19 по новому стилю) мая возвращаться назад. Эти крестные ходы совершались до 1917 года. В день Казанской иконы Божией Матери и по пятницам после литургии перед образом совершали службу и читали акафист Божией Матери.
После закрытия храма в 1924 году образ был перенесен в Екатерининский (Петропавловский) собор на Немиге. Судьба его после закрытия собора в 1930-е годы, как и судьба деревянной иконы меньшего размера, неизвестна. Почитание источника, тем не менее, сохранялось и в годы советской власти.